# فرودگاه اینیشمور
فرودگاه اینیشمور (به انگلیسی: Inishmore Aerodrome) (به زبان بومی: Kilronan Airport) یک فرودگاه خصوصی با کد یاتا IOR است که یک باند فرود آسفالت دارد و طول باند آن ۴۹۰ متر است. این فرودگاه در کشور ایرلند قرار دارد و در ارتفاع ۷ متری از سطح دریا واقع شده‌است.

## شرکت‌های هواپیمایی و مقصدهای پروازی
| شرکت‌های هواپیمایی | مقصدهای پروازی                  |
| ----------------- | ------------------------------- |
| ائر آران آیلندز   | کانمارا (PSO), اینیشمان، اینیشر |